# Шоптиколь (Баянаульський район)
Шоптико́ль (каз. Шөптікөл) — село у складі Баянаульського району Павлодарської області Казахстану. Входить до складу Майкаїнської селищної ажміністрації.
Населення — 118 осіб (2021; 187 у 2009, 982 у 1999, 920 у 1989).
Станом на 1989 рік село мало статус селища міського типу, до 2002 року було селищем.